# Ormond Beach, Florida
Ormond Beach este un oraș situat în comitatul Volusia, Florida, Statele Unite ale Americii. La recensământul din 2010, acesta avea o populație de 38.137 de locuitori. Ormond Beach constituie cartierul nordic al orașului Daytona Beach, în care se află Parcul de Stat Tomoka.

## Personalități marcante
- Paul America, actor
- Adelbert Ames, ultimul ofițer care a supraviețuit Războiului Civil American. Acesta a decedat la 97 de ani în 1933
- Phil Dalhausser, medaliat cu aur la volei la Jocurile Olimpice din 2008
- Alan Gustafson, șef de echipă pentru Hendrick Motorsports la Cupa NASCAR
- John D. Rockefeller, industriaș
- Harry Wendelstedt, arbitru de baseball

## Media

### Ziare
- Daytona Beach News-Journal, ziar care acoperă zona orașului Daytona Beach și suburbiile
- Hometown News, ziarul comunității locale, care apare numai vineri și în fiecare zi pe Internet

### Stații radio

#### AM
- WELE, 1380 AM, Ormond Beach, știri

#### FM
- WHOG-FM, 95.7 FM, Ormond Beach, rock clasic